# Kloster Ferraria
Das Kloster Ferraria, auch Abtei Ferrara (Santa Maria di Ferraria) ist eine ehemalige Zisterzienserabtei in Kampanien, Italien. Es liegt rund 2 km nördlich von Pietravairano in Vairano Patenora in der Provinz Caserta, rund 1 km südlich des Flusses Volturno.

## Geschichte
Graf Richard von Sangro stiftete 1171 einige Ländereien in der Umgebung von Pietravairano in der Diözese von Teano zur Gründung eines Zisterzienserklosters. Mit der Errichtung des Klosters wurde der Mönch Johannes de Ferrariis aus dem Kloster Fossanova betraut. Ferraria gehörte damit der Filiation der Primarabtei Clairvaux an. Der Gründungskonvent aus Fossanova mit einem Abt Peter soll 1179 in das Kloster eingezogen sein, wie der Zisterzienser Ferdinando Ughelli im sechsten Band seiner Italia sacra behauptet, die Chronica ignoti monachi Cisterciensis s. Mariae de Ferraria dagegen berichtet, dass im November 1184 der Konvent unter der Leitung eines Abtes Wilhelm die Neugründung bezog. In der Folgezeit erhielt das Kloster viele Zuwendungen der Päpste Lucius III., Clemens III. und Coelestin III., der Könige Wilhelm II., Tankred von Lecce, Heinrichs VI., der Kaiserin Konstanze und Friedrichs II., der im September 1229 drei Tage beim Kloster lagerte. Dadurch blühte das Kloster auf. Ihm entstammten der selige Albimano, der erste Abt von Kloster Arabona, und dessen Nachfolger Santillo. In seiner Blütezeit wurde Ferraria Mutterkloster der vier Abteien Kloster Santa Maria dell’Arco bei Noto in Sizilien (1212), Kloster Santo Spirito della Valle in der Diözese Tarent (1215), Kloster Santa Maria Incoronata bei Foggia (1232) und Kloster Santi Vito e Salvo in der Diözese Chieti (kurz nach 1255). 1449 fiel Kloster Ferraria in Kommende, worauf sein Niedergang begann. 1632 schloss es sich der Römischen Zisterzienserkongregation an, die sich 1660 mit der Toskanischen Kongregation vereinigte. 1765 löste es sich aus dieser Kongregation und schloss sich der kalabresisch-lukanischen Kongregation an. Für die Folgezeit ist das Kloster nicht mehr dokumentarisch nachweisbar, so dass nicht zu klären ist, welcher der nachfolgenden Klosteraufhebungen (spätestens der von Joseph Bonaparte 1807) es zum Opfer fiel.

## Anlage und Bauten
Das Kloster besaß eine große Kirche mit vielen Altären, einem Glockenturm und einem Kreuzgang sowie eine große Zisterne. Eine Kapelle der Heiligen Treppe (della Scala Santa) ist noch intakt und bewahrt ein Fresko der Begräbnisfeierlichkeiten für Malgerio Sorello, den Herrn von Torcino und Falkner von Friedrich II. Von der übrigen Anlage sind Ruinen, insbesondere der Apsis der Klosterkirche, erhalten.